# Anna Čtvrtníčková
Anna Mercedes Čtvrtníčková (* 5. června 2003 Praha) je česká filmová, televizní a divadelní herečka, dcera herce Petra Čtvrtníčka. Vystudovala Gymnázium Na Zatlance.

## Filmové role
- Modrý tygr (2011) – Anička[4]
- Hodinový manžel (2014) – Adélka
- Tři bratři (2014)
- Anděl Páně 2 (2016) – Anežka[2]
- Děda (2016)
- Manžel na hodinu (2016)
- Teorie tygra (2016) – Jitka
- Prezident Blaník (2018)
- Špindl 2 (2019)

## Divadelní role

### Národní divadlo
- Audience u královny – mladá Alžběta